# Bromba i inni (spektakl)
Bromba i inni − polski telewizyjny spektakl teatralny dla dzieci z 1974, w reżyserii Macieja Wojtyszki.
Widowisko przedstawia historie Bromby i innych bajkowych postaci. W przedstawieniu wystąpił Wieńczysław Gliński. Muzykę napisał Lech Brański. Kostiumy zaprojektowała Alicja Wirth. Autorem scenografii był Józef Napiórkowski.